# Anliegen Natur
ANLiegen Natur ist eine zweimal jährlich erscheinende Fachzeitschrift. Sie wird von der Bayerischen Akademie für Naturschutz und Landschaftspflege (ANL) redaktionell betreut und herausgegeben und informiert über relevante Neuigkeiten für die Naturschutzpraxis. Die Zeitschrift behandelt aktuelle Themen des Naturschutzes und der Landschaftspflege, aber auch der Bereiche Umweltbildung und Planung. Regionaler Fokus ist Bayern.
Seit 2013 werden die Volltexte aller Beiträge kostenlos auf der Website der Akademie angeboten. Angeschlossene Newsletter ermöglichen es kontinuierlich über aktuelle Beiträge informiert zu werden. Alle Beiträge werden vor der Veröffentlichung in einem Blog zur Diskussion gestellt und bei Bedarf um weitere Informationen ergänzt. Die Fachzeitschrift kann aber auch in gedruckter Form bezogen werden.

## Verlag
ANLiegen Natur wird von der Bayerischen Akademie für Naturschutz und Landschaftspflege (ANL) erstellt und verlegt. Die Akademie gehört zum Geschäftsbereich des Bayerischen Staatsministeriums für Umwelt und Verbraucherschutz (StMUV).